# Odra (vattendrag i Kroatien)
Odra är ett vattendrag i Kroatien. Det ligger i den centrala delen av landet, 50 km sydost om huvudstaden Zagreb.